# Amt Liebenwerda

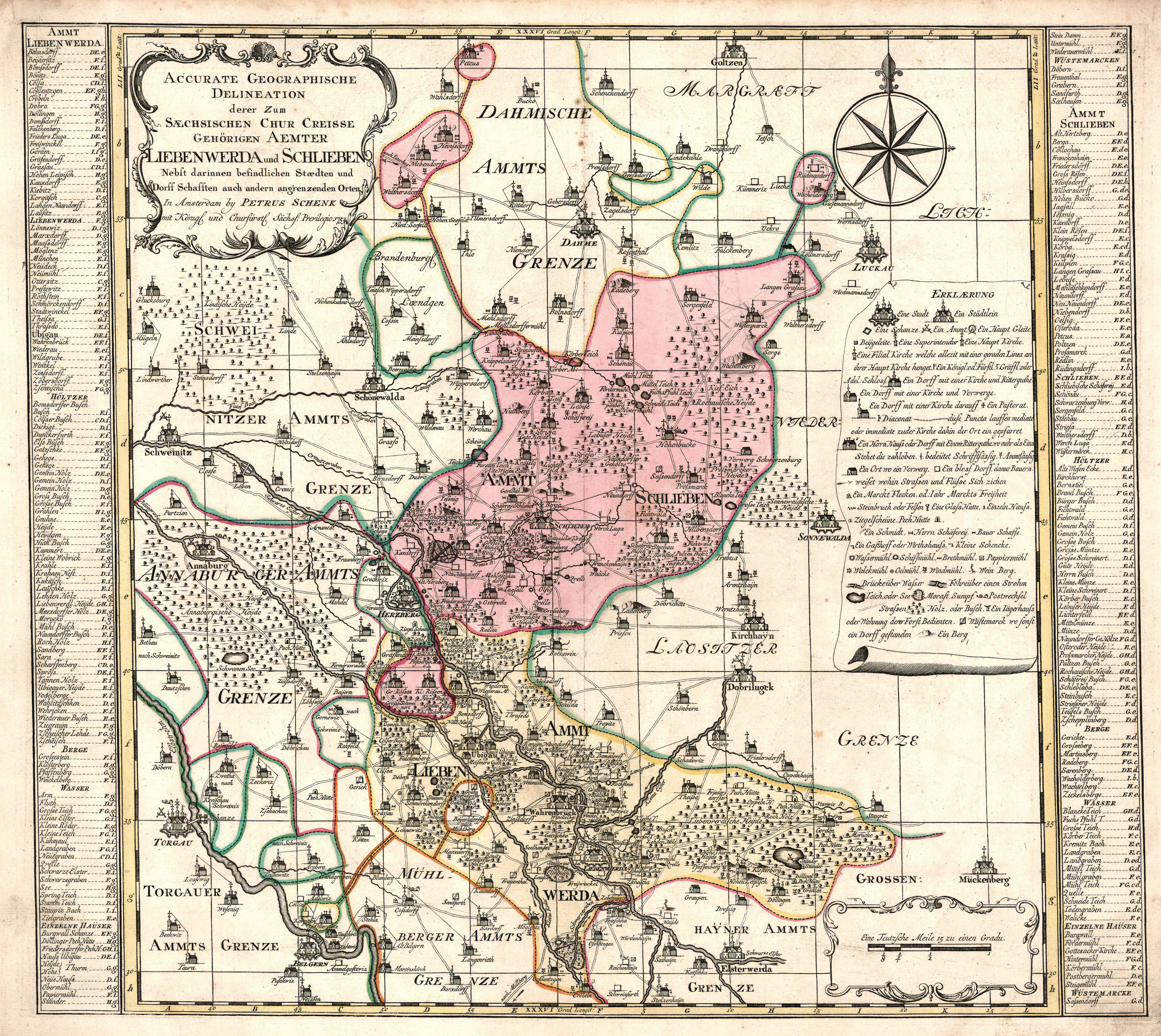
Amt Liebenwerda (gelb) 1753

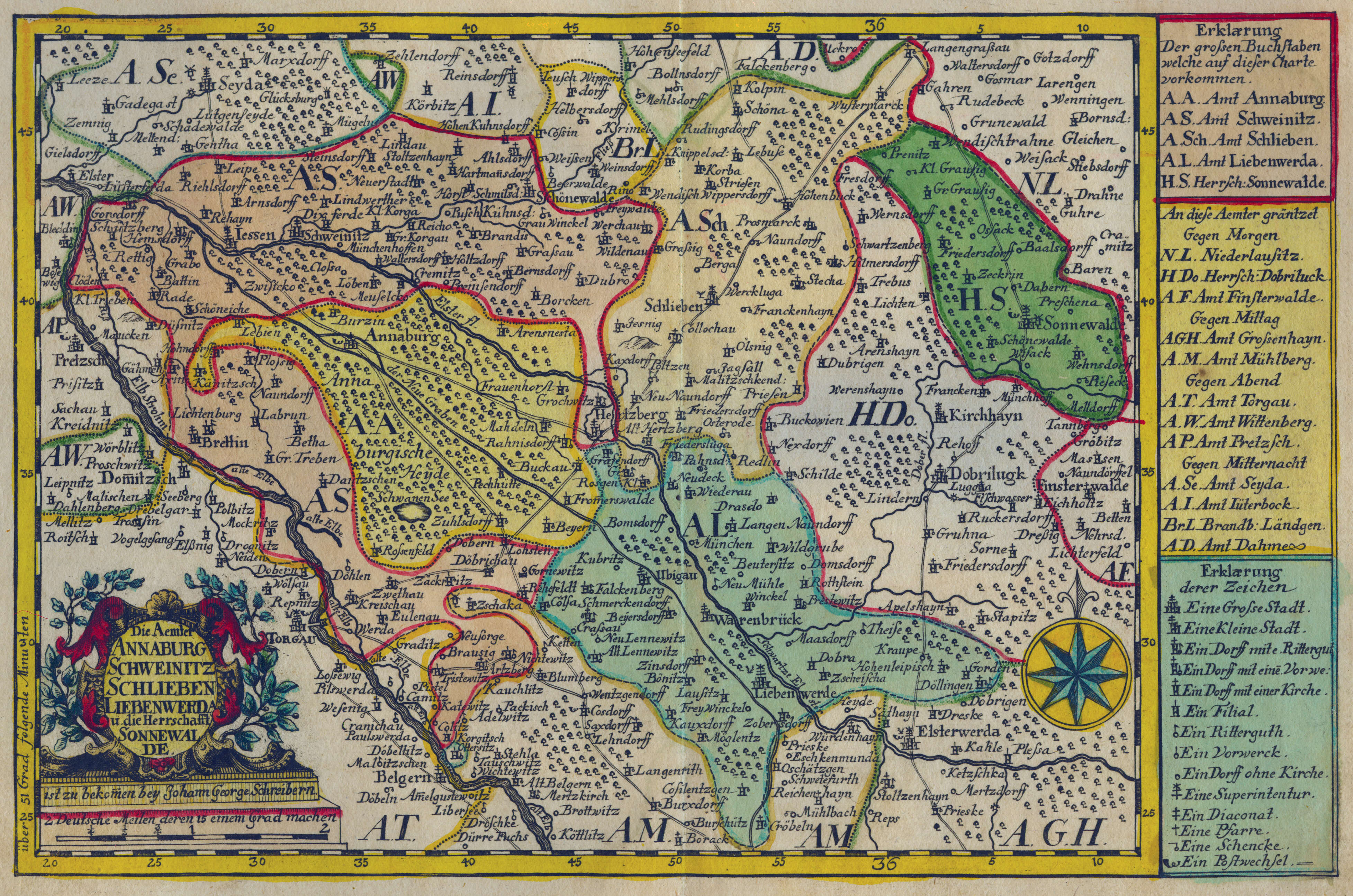
Amt Liebenwerda nach Schreiber

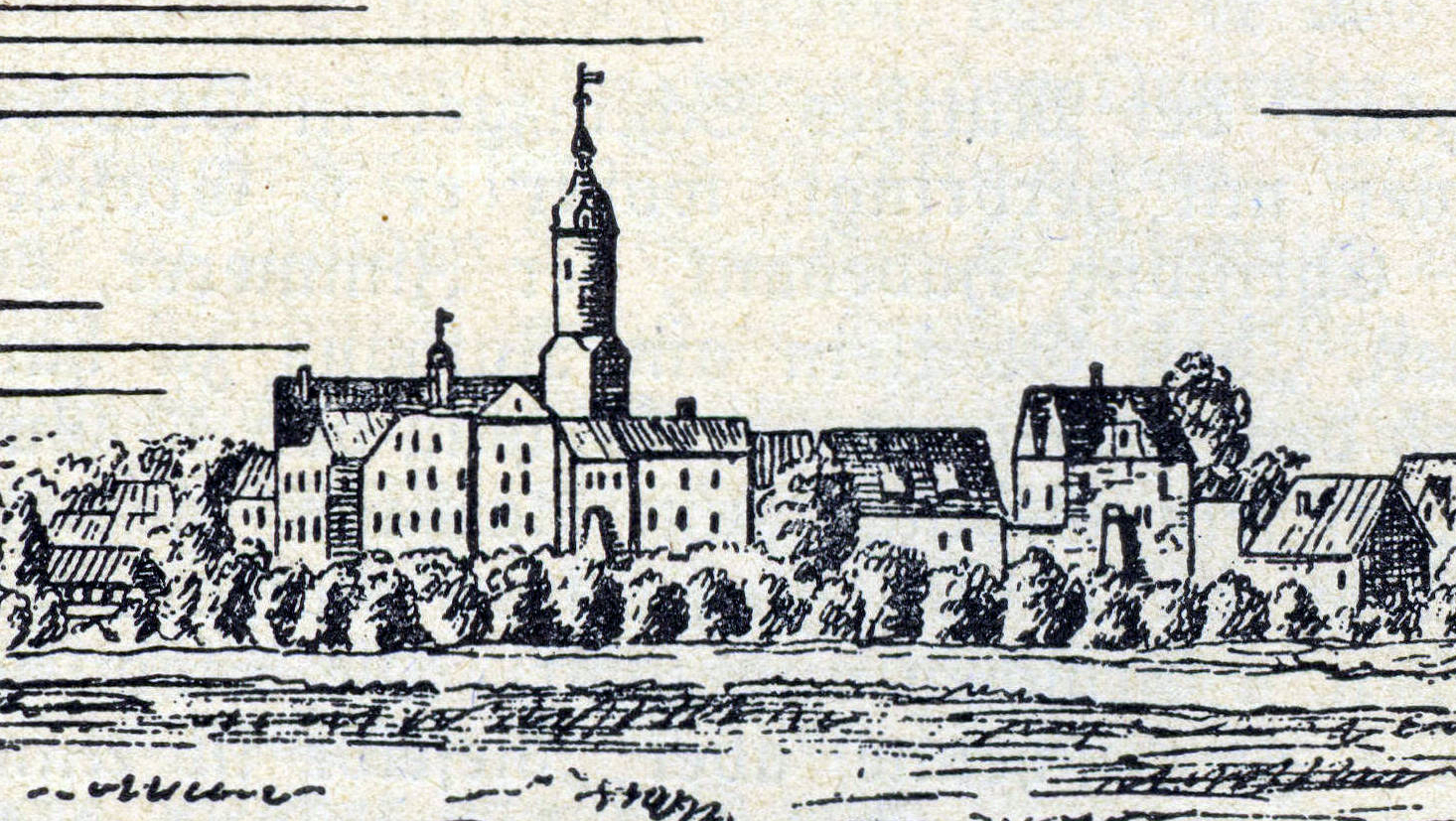
Das Schloss Liebenwerda beherbergte den Sitz des Amtes Liebenwerda

Das Amt Liebenwerda war eine Verwaltungseinheit des 1806 in ein Königreich umgewandelten Kurfürstentum Sachsen und war dem Kurkreis angegliedert.
Bis zur Abtretung an Preußen 1815 bildete es als sächsisches Amt den räumlichen Bezugspunkt für die Einforderung landesherrlicher Abgaben und Frondienste, für Polizei, Rechtsprechung und Heeresfolge.

## Geographische Ausdehnung
Das Amt Liebenwerda lag im Südosten des Kurkreises an der Grenze zur Niederlausitz. Im Osten des Amts lag die Liebenwerdaer Heide. Die Schwarze Elster querte das Territorium von Süd nach Nord. Das Amtsgebiet liegt heute im Land Brandenburg an der Grenze zum Freistaat Sachsen.

## Angrenzende Verwaltungseinheiten
| Amt Annaburg             | Amt Schlieben                               |                                           |
| Amt Schweinitz (Exklave) | Kompassrose, die auf Nachbargemeinden zeigt | Markgraftum Niederlausitz (Amt Dobrilugk) |
| Amt Mühlberg             |                                             | Amt Großenhain                            |

## Geschichte
Das kursächsische Amt Liebenwerda entstand aus der alten Pflege Liebenwerda. Im 13. Jahrhundert gehörte das Gebiet zur Grafschaft Brehna, 1301 stand es unter markmeißnischer Oberhoheit. Nach 1360 war das Gebiet im Besitz der Kurfürsten von Sachsen-Wittenberg und wurde 1423 wettinisch. Von der Leipziger Teilung 1485 war das Amtsgebiet als Zubehör des Kurterritoriums nicht betroffen und blieb unter der Herrschaft von Kurfürst Ernst als Begründer der (älteren) ernestinischen Linie. Mit der Schlacht bei Mühlberg 1547 und der daraus resultierenden Wittenberger Kapitulation übernahmen nun die Albertiner die Herrschaft und die Kurwürde in Kursachsen.
Die Landesverwaltung des Kurfürstentums Sachsen wurde von Friedrich dem Weisen durch den Erlass der kurfürstlichen Hofratsordnung von 1499 geregelt. Die unterste Stufe der Verwaltungsorgane im Kurfürstentum waren die Ämter. Die Ämter bestanden seit dem Mittelalter. Es waren kleinere Bezirke, die auch Vogteien oder Pflegen genannt wurden. Neben den Ämtern gab es geistlichen Besitz und die Gebiete ritterlicher Grundherren. Mitten zwischen diese hinein waren die Ämter des Landesfürsten wie Inseln eingestreut.
Die Amtsmühle in Liebenwerda mit 5 Mahlgängen ertrug auf Rechnung 57 ß. 29 gr. und wurde im Jahre 1538 mit der Walk- und Brettmühle dem Rat Liebenwerda gegen Geld- und Naturalabgabe in Höhe von 39 ß. 5 gr.,  die Amtsmühle zu Warenbruck mit 6 Mahlgängen dem Rat zu Liebenwerda für 44 ß. vererbt. Die Schlossfelder zu Liebenwerda, bisher Lassgut, und das Lehngut des Försters zu Dobra wurden vererbt, desgleichen in demselben Jahre 1538 an 10 Mannen zu Liebenwerda die beiden Weinberge, welche zuvor 33 ß. 9 gr. getragen hatten, zu des Amts drittem Theil, welcher jährlich im Durchschnitt 42 Eimer 17 Kannen à 57'/2 gr. = 37 ß. ertrug; die dazugehörigen Dienste wurden in Geld verwandelt.
Um die Einkünfte zu sichern und straffer zu organisieren, wurden ab 1506 nach und nach Amtserbbücher für die einzelnen Ämter angelegt, in denen alle landesherrlichen Besitzungen, Rechte und Einkünfte im Bezirk des jeweiligen Amtes aufgezeichnet wurden. Dies verschaffte dem Kurfürsten und seinen Räten einen genauen Überblick über seinen Besitz. So hatte auch das Amt Liebenwerda bestimmte Rechte, die ihm ein Einkommen sicherten. Genannt sei hier nur das Fiskalische Gehölz und das große Fischernetz, welches gegen eine Gebühr von den heimischen Fischern ausgeliehen werden musste, denn Fischerei und Jagd waren typische landesherrliche Rechte (Regalien). Geleitet wurde das Amt ursprünglich von einem dem Ritterstand angehörigen Vogt (Vocatus). Seit dem Ende des 15. Jahrhunderts wurde die Bezeichnung Amtmann (auch Hauptmann) gebräuchlich. Neben dem Amtmann, der die Justiz- und Polizeisachen verwaltete, findet sich seit dem 15. Jahrhundert in den größeren Ämtern auch der Schösser, der für die Wirtschafts- und Finanzverwaltung zuständig war. Nötigenfalls vertrat er den Amtmann, ja mitunter war er der Leiter eines Amtes.
Das Amt hatte im ausgehenden 18. Jahrhundert ein Justizamtmann, einen Amtsinspector und Amtspachter, und einen Amtsinspector, der zugleich Rentbeamter war.
Sitz der Verwaltung des Amtes Liebenwerda war das Schloss Liebenwerda. Als 1806 der Kurfürst von Sachsen sich zum König erhöhte, wurde das Amt Bestandteil des Königreichs. Im Frühjahr 1815 musste aufgrund der Regelungen auf dem Wiener Kongress der nördliche Teil des Königreichs Sachsen  und damit auch das Amt Liebenwerda an Preußen abgetreten werden. Dabei lebten im Amt Liebenwerda etwa 9.857 Einwohner. Bei der anschließenden Verwaltungsneuordnung wurde 1816 aus dem Amt Liebenwerda der Kreis Liebenwerda in der neuen Provinz Sachsen.

## Bestandteile

### Städte
- Liebenwerda
- Uebigau
- Wahrenbrück

### Dörfer
| - Bahnsdorf - Beutersitz - Bomsdorf - Bönitz - Dobra - Döllingen - Domsdorf - Drasdo - Falkenberg - Frauenthal (wüste Mark) | - Freiwinkel (Vorstadt von Liebenwerda) - Friedrichsluga - Gorden - Grassau - Grabern [existiert nicht mehr] - Gräfendorf - Hohenleipisch - Kauxdorf (Teilbesitz mit Amt Mühlberg) - Kosilenzien - Köllitsch (Enklave im Amt Mühlberg, Teilbesitz mit Amt Mühlberg) | - Kröbeln - Kiebitz - Kölsa - Langennaundorf - Lausitz - Lönnewitz - Maasdorf - Marxdorf - Möglenz (Teilbesitz mit Amt Mühlberg) | - München - Neudeck - Neumühl - Nichtewitz (Enklave im Amt Mühlberg)(Teilbesitz mit Amt Mühlberg) - Ottersitz (Enklave im Amt Mühlberg) - Prestewitz - Rothstein - Schmerkendorf - Seelhausen (existiert nicht mehr) | - Stadtwinkel - Thalberg - Theisa - Wiederau - Wildgrube - Winkel - Zeischa - Zinsdorf - Zobersdorf |

## Amtleute
- Johann Christoph Bielitz, Amtmann bis 1765
- Johann Alexander Bielitz, Amtmann von 1765 bis 1783
- Christian August Schulze, Amtmann bis 1821